# Новосади 1
Новосади 1 (біл. вёска Навасады 1) — село в складі Борисовського району Мінської області, Білорусь. Село підпорядковане Лошницькій сільській раді, розташоване в північно-східній частині області.